# Croton lanceilimbus
Espèce
Classification APG II (2003)
Croton lanceilimbus est une espèce de plantes à fleurs du genre Croton et de la famille Euphorbiaceae présente aux Philippines.